# 板倉勝達
板倉 勝達（いたくら かつさと）は、江戸時代後期の大名。陸奥国福島藩第12代（最後）の藩主。官位は従五位下・内膳正。重昌流板倉家第15代。明治期の裁判官、政治家、子爵。貴族院議員。

## 経歴
板倉勝定（板倉家第11代板倉勝長の次男）の長男。初名は渋川教之助。先妻は松原氏、後妻は宇土藩細川行芬の娘・稲子。
明治元年（1868年）12月18日、先代藩主・板倉勝己の隠居処分に伴い、家督を相続した。明治2年（1869年）1月24日、上総国山辺郡内・陸奥国信夫郡内の領地を陸奥国大沼郡内に移された。それに伴い、飛び地のある三河国に陣屋を移し、三河重原藩2万8000石を立藩した。同年6月、版籍奉還で藩知事となる。明治4年（1871年）の廃藩置県で免官された。明治17年（1884年）7月には華族令により子爵となる。
明治2年10月に司法大解部、明治6年（1873年）6月に群馬裁判所、同年12月に高崎区裁判所に配属となり、明治14年（1881年）6月に判事に就任した。明治17年（1884年）に福島県庁を福島町から中通り中部へ移転させるという動きが起きた際には、その反対運動の先頭役である初代福島町長の鐸木三郎兵衛を支援し、福島県庁移転を阻止に尽力した。また、明治10年（1877年）9月に華族会館華族部長局第一部長、同年12月に宮内省御用掛、明治15年（1882年）1月に農商務省御用掛となった。1884年（明治17年）7月8日、子爵を叙爵した。明治23年（1890年）7月10日、貴族院子爵議員に選出され、明治44年（1911年）7月9日まで在任した。
先々代藩主・勝顕の三男の勝英を養子にしたが、明治44年（1911年）に先立たれたため、家督は実子で長男の勝憲が継いだ。

## 家族
父母
- 板倉勝定（実父）
- 板倉勝己（養父）

妻
- 松原武（正妻） - 松原作左右衛門の娘
- 細川稲子（継妻） - 細川行芬の娘

子女
- 板倉勝憲（長男） 生母は武
- 板倉棲子（次女） - 公爵島津忠義夫人

養子
- 板倉勝英 - 板倉勝顕の三男